# Étienne Macdonald

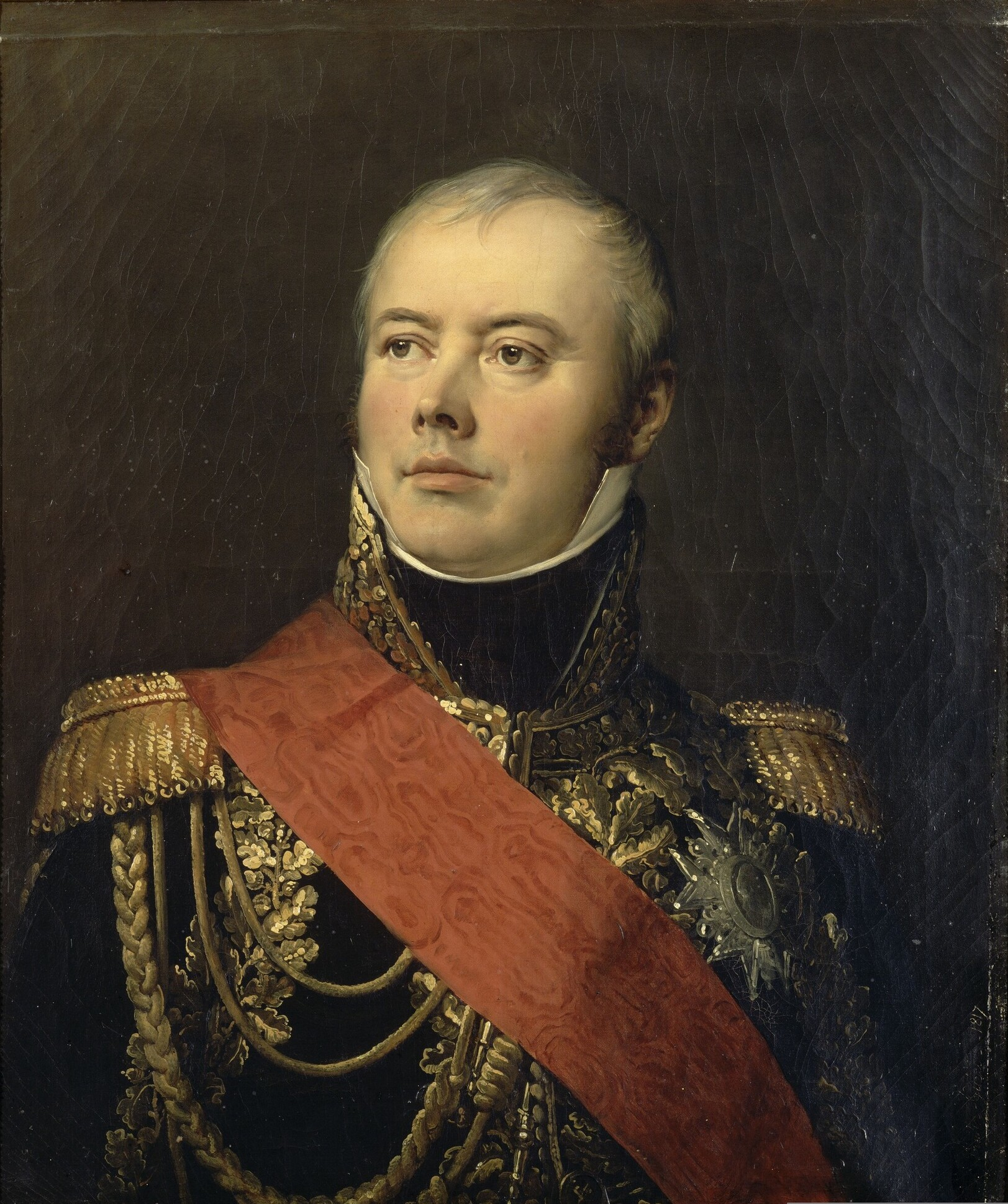
Étienne Macdonald

Étienne Jacques Joseph Alexandre Macdonald (ur. 17 listopada 1765, zm. 25 września 1840) – książę Tarentu, marszałek Francji, z pochodzenia Szkot, syn zwolennika wygnanej dynastii Stuartów.
Uczestniczył w wojnach okresu rewolucji francuskiej i napoleońskich. Od 1785 w wojsku, szybko awansował walcząc w sprawie rewolucji, od 1793 generał. 1798 gubernator Rzymu, zapanował nad i okupował Neapol w 1799, ale w tym samym roku został pobity przez Suworowa nad Trebią.
Kiedy Napoleon został pierwszym konsulem, Macdonald dowodził prawym skrzydłem Armii Renu i za swoje akcje zyskał podziw Bonapartego, ale w 1805 łaski utracił na skutek udziału w antynapoleońskich intrygach. Będąc jednak niezbędny dla cesarza jako ekspert wojskowy wrócił do czynnej służby w 1809 i wkrótce decydująco przyczynił się do zwycięstwa nad Austrią pod Wagram, po czym został marszałkiem.
W 1810 walczył w Hiszpanii, a w 1812 w Rosji był dowódcą X korpusu Wielkiej Armii w sile 32 000 ludzi i 90 armat, z czego 20 000 stanowił korpus pruski. W 1813 walczył m.in. w bitwach pod Lützen, bitwie nad Kaczawą i pod Lipskiem, gdzie z Poniatowskim osłaniał odwrót armii francuskiej i ledwo uszedł z życiem przepływając Elsterę. Brał udział w rokowaniach o abdykację Napoleona (do którego nie wrócił w czasie „100 dni”), potem w służbie Ludwika XVIII.